# Ваља Ратеј (Бузау)
Ваља Ратеј (рум. Valea Ratei) насеље је у Румунији у округу Бузау у општини Мурђешти. Oпштина се налази на надморској висини од 313 m.

## Становништво
Према подацима из 2002. године у насељу је живело 82 становника, од којих су сви румунске националности.